# Paul Baratte
Pour les articles homonymes, voir Baratte (homonymie).
Paul Baratte, né le 20 décembre 1860 à Villing (Moselle) et mort le 3 décembre 1928 à Troyes (Aube), est un ingénieur et haut fonctionnaire français, inspecteur général des ponts et chaussées, qui dirige le service des eaux et de l'assainissement de la Ville de Paris au milieu des années 1920.

## Biographie

### Famille et enfance
Paul Étienne Augustin François Baratte est le fils d'Augustin Baratte (1818-1871), capitaine des douanes, et de Marie François (1820-1897).
Sa famille paternelle est d'origine franc-comtoise et liée au corps militaire des douanes où son père, son oncle, son grand-père et son arrière-grand-père servent ou ont servi.
Sa famille maternelle est enracinée dans la partie Nord de la Lorraine, appelée le Pays Haut lorrain.
Il naît en 1860 à Villing (Moselle), poste de douane à la frontière allemande, et y vit ses premières années. Il est enfant unique, les autres enfants du couple n'ayant pas survécu.
À partir de 1863 sa famille emménage à Longwy (Moselle puis Meurthe-et-Moselle à compter de 1871) où son père est affecté.
À la mort de son père en 1871 au siège de Longwy pendant la guerre franco-allemande, sa mère et lui partent s'installer à Nancy, afin qu'il puisse y trouver une instruction que son goût pour les études réclame.

### Formation

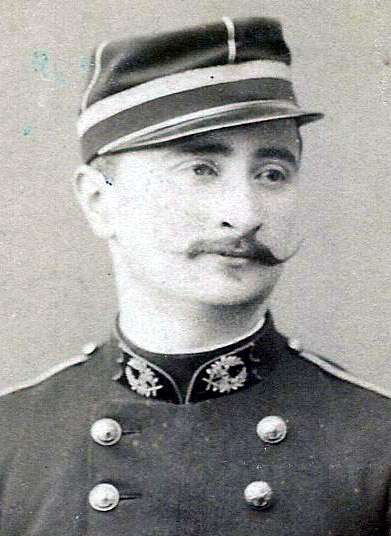
Paul Baratte en polytechnicien

Élève au Lycée National de Nancy (rebaptisé ensuite Henri-Poincaré), il est bachelier ès-lettres et ès-sciences. Il y prépare ensuite les concours d'entrée aux grandes écoles d’ingénieurs, en mathématiques spéciales.
Il intègre l’École polytechnique en 1880 et en sort en 1882,. Il complète ensuite sa formation à l'École des ponts et chaussées de 1882 à 1885,, dont il sort ingénieur des ponts et chaussées.

### Parcours dans la fonction publique
Jeune ingénieur ordinaire, Paul Baratte commence sa carrière à Troyes de 1885 à 1894, où il rencontre son épouse, puis est affecté à Sedan de 1894 à 1897, où naît sa fille aînée.
En 1897, il entre au Service municipal des Travaux de Paris,,, service dans lequel il va exercer des responsabilités pendant près de trente ans jusqu’à sa retraite. Dès lors il emménage avec sa famille dans le 17e arrondissement de Paris, où naît son fils, puis dans le 16e arrondissement de Paris, où naît sa fille benjamine.
Il est chargé successivement de deux sections du service de la voie publique et de travaux importants pour la dérivation du Loing et du Lunain,, sous la supervision de Georges Bechmann.
Promu ingénieur en chef à compter de 1907, il est adjoint au chef du service technique des eaux et de l’assainissement de Paris de 1905 à 1924,,.
Henri Giraud, directeur général des Travaux de Paris puis secrétaire d’État, dit de lui : « Pendant la guerre, resté seul pour diriger le service, il eut à prendre toutes les dispositions, dans les circonstances les plus critiques, pour assurer l'alimentation en eau de la population parisienne et pour garantir la sécurité des ouvrages exposés à la destruction par le feu de l'ennemi. Il s'acquitta de cette tâche avec un esprit de décision éclairé et d'une façon telle qu'il mérita la reconnaissance des Parisiens. ». 
Nommé inspecteur général par décret du 12 octobre 1920, il dirige le service des eaux et de l'assainissement de la Ville de Paris de 1924 à 1926,,. 
Il travaille notamment sur l'immense avant-projet d'adduction à Paris des eaux des vals de Loire.
Il prend sa retraite du corps des ponts et chaussées le 1er octobre 1926 après 44 ans de services civils et 2 ans de services militaires.

### Mort
Il meurt le 3 décembre 1928 à Troyes (Aube), après une courte maladie,. 
Il est inhumé dans la chapelle familiale du cimetière de Villette (Meurthe-et-Moselle).

## Vie privée
Paul Baratte se marie le 11 novembre 1895 à Laignes (Côte d'Or) avec Madeleine Tenting (1873-1952), dont la famille est bourguignonne.
Le couple a trois enfants :
- Françoise Baratte (1896-1954) épouse Dupuis, dont postérité ;
- Jacques Baratte (1898-1989), industriel, officier et résistant, dont postérité ;
- Yvonne Baratte (1910-1945), peintre et graveur, résistante, sans postérité.

Par ailleurs, il est le beau-frère d'Henri Tenting (1851-1919), député de la Côte-d'Or, le cousin germain d'Émile Baratte (1859-1928), général médecin, et le grand-oncle de Jacques Sevestre (1908-1940), officier de marine et compagnon de la Libération.
Il conserve un lien avec sa Lorraine natale, en devenant à compter de 1900 - avec son cousin germain François Gauche (1849-1930), chef d'escadron d'artillerie en retraite - copropriétaire du château de Villette, transmis par leur ascendance maternelle.

## Activités militaires, scientifiques et culturelles
- Officier du génie dans la réserve puis la territoriale, de 1882 (sous-lieutenant)[21] à 1905 (capitaine)[22] ;
- Membre correspondant de la Société académique d'agriculture, des sciences, arts et belles-lettres du département de l'Aube, élu en 1895[23] ;
- Membre fondateur, vice-président puis président de l'Association générale des hygiénistes et techniciens municipaux (1928)[24],[18].

## Distinctions
Paul Baratte est récipiendaire des décorations suivantes :
- Officier de la Légion d'honneur (décret du 30 octobre 1920[25] ; décoration remise le 15 décembre 1920 à Paris par son cousin germain Émile Baratte, médecin inspecteur du cadre de réserve[6]) ; chevalier par décret du 9 juillet 1902 (décoration remise le 19 novembre 1902 à Paris par son ancien supérieur hiérarchique, Léon Boreux, inspecteur général des ponts et chaussées)[6],[26] ;
- Médaille d'honneur communale (Argent) de Paris (9 juillet 1925) ;
- Officier du Ouissam alaouite chérifien (Maroc) (14 mars 1927) ;
- Médaille de la Santé publique (9 juillet 1925).